# Lengua sintética
En tipología lingüística, lengua sintética es aquella que tiene una gran cantidad de morfemas por palabra. Si bien estrictamente la distinción sintética/aislante se refiere al número de morfemas por palabras, esa distinción tiende a estar correlacionada con la distinción flexiva/analítica: las lenguas flexivas tienden a ser sintéticas y las lenguas analíticas tienden a ser aislantes. Por esa razón a veces se usa sintética y flexiva como sinónimos, y aislante y analítica como sinónimos.
La diferencia entre lenguas sintéticas y analíticas se basa en el contaje de morfemas y es, en principio, diferente de otras clasificaciones que analizan la forma de combinación de los morfemas, como por ejemplo, la clasificación que divide las lenguas en aislantes, aglutinantes, fusionantes o polisintéticas. Aunque es cierto que las lenguas analíticas tienden a ser aislantes, mientras que las lenguas fusionantes y aglutinantes tienden a ser sintéticas, en ciertos casos conviene mantener separados ambos tipos de clasificación.

## Lenguas sintéticas frente a aislantes
Las lenguas sintéticas frecuentemente se contraponen con las lenguas aislantes. Sin embargo, es más riguroso concebir que la propiedad de ser sintético es un continuo que va desde las lenguas estrictamente aislantes (un solo morfema por palabra) en un extremo, hasta las lenguas polisintéticas (en que una sola palabra puede ser en sí misma una oración con información de un suceso complejo en que se indican en una sola palabra la acción, el sujeto, el objeto, etc.) en el otro extremo. La mayoría de las lenguas sintéticas tienden a estar en medio de estos dos casos extremos.
Terminología
Los lingüistas han nombrado “sintéticas” a las lenguas que tienen las funciones gramaticales dentro de las palabras. Esta idea se originó con el libro Language, publicado por Edward Sapir en 1921 (Schwegler, xi). Sapir llamó “analíticas” a las lenguas que usan otras palabras (preposiciones, auxiliares) para indicar las funciones gramaticales. También se refiere a las lenguas sintéticas como lenguas flexivas, lo que refiere a la inflexión requerida para distinguir entre las formas diferentes de las palabras. Además de nombrar a las lenguas analíticas propiamente dichas, se llaman a esas lenguas aislantes, lo que refiere a la idea de que cada palabra tiene sentido en sí (y los elementos distintos de las palabras de una lengua sintética no necesariamente tienen sentido cuando se separan de la raíz) (Comrie, 43).
La dicotomía introducida por Sapir fue reformada en 1954 por Joseph Greenberg, quien introdujo el morfema como unidad para derivar el grado de sinteticidad. La fórmula que usó es la proporción de morfemas por palabra para crear una índice de sinteticidad (Schwegler, xii). 
Estas distinciones todavía se usan pero con sentidos diferentes: el proceso de cambio lingüístico altera la lengua y a veces la crea como más analítica o más sintética. Si pensamos en el concepto de sinteticidad como un eje, la evolución diacrónica de la lengua va a mover la posición de la lengua en el eje de un lugar a otro (Schwegler, 47). Es decir, que a lo largo del tiempo, una unidad de habla va a cambiar de la dirección analítica a la dirección sintética o viceversa.
Hay diferentes grados de sinteticidad, una lengua puede exhibir diferentes características sintéticas.

## Ejemplos
Las lenguas sintéticas son muy comunes. Entre las más conocidas están naturalmente las lenguas indoeuropeas, como el griego, el latín, el alemán, el ruso y otras lenguas de otros lugares, como las lenguas dravídicas, y las lenguas americanas, como el navajo, el náhuatl, el mohawk o el quechua. El inglés es una lengua analítica, con un sistema residual de cambio morfológico.

## Tipos de sinteticidad
Tanto las lenguas sintéticas como las lenguas analíticas pueden formar nuevas expresiones y formas léxicas de maneras diversas. Todas las lenguas poseen como mecanismo de formación de nuevas palabras tanto el recurso a construcciones sintácticas, como también la composición (además de procesos de préstamo léxico). Las lenguas altamente sintéticas además poseen dos tipos de formación de palabras que no poseen las lenguas analíticas:
- derivación
- flexión

### Derivación sintética
Lo que se llama derivación se refiere al proceso de crear palabras por unir morfemas ya existentes. En la derivación se añaden afijos a la raíz o esta sufre algún tipo de mutación. Tradicionalmente se ha reservado el nombre derivación para denominar los procesos de formación de palabras que cambian o bien el tipo sintáctico de la palabra (nominalizadores, verbalizadores, etc.) como el tipo de referente (reloj > relojero). La derivación suele comportar cambios de significado importantes, además de cambios de categoría gramatical de la palabra. Desde el punto de vista puramente morfológico los morfemas que realizan la derivación suelen ser los que están más cercanos a la raíz, y los morfemas flexivos los que están más lejos de la raíz según el esquema:

{\displaystyle [[{\mbox{LEXEMA}}+{\mbox{DERIV}}]+{\mbox{FLEX}}]\,}

### Flexión sintética
La flexión es similar, solo que aquí no ocurre cambio de categoría gramatical y los afijos y mutaciones sufridos por la palabra tienen por objeto expresar una relación de tipo gramatical, y en general no hay un cambio en el tipo de referente al que se refiere la palabra. Un caso típico de flexión es el caso morfológico
(latín): dominus 'señor, amo' frente a dominī 'del señor, del amo'
En este ejemplo, la flexión de las palabras latinas, la terminación -us marca el caso nominativo que usualmente designa al sujeto de una oración, mientras que la terminación -ī marca el caso genitivo que usualmente sirve para expresar la función del complemento de posesión (Comparán Rizo, 12).

## Grado de sinteticidad
Hay lenguas completamente sintéticas y hay lenguas bastante sintéticas o poco sintéticas que constituyen un continuo de sinteticidad.

### Lenguas estrictamente aislantes/analíticas
(ningún elemento de una lengua sintética/lengua analítica):
- Mandarín (del chino):

tā / qù / zhōngguó / xué / zhōngguó / huà
3ªPER /ir/China/aprender/China/pintar
'Él/Ella fue a China para aprender la pintura china' (Wheeldon, 228)
En chino (escrito) además cada morfema tiene su propio carácter, aunque algunas palabras pueden usar dos caracteres chinos.

### Lenguas ligeramente aislantes
(pocos, pero algunos, ejemplos de sinteticidad):
- Inglés:

She called me and told me about it over the phone.
Ella/haber llamado/me/y/haber dicho/me/acerca/esto/referente/pron demos 3ª pers/teléfono
'Ella me llamó y me lo dijo por teléfono.'
En la lengua inglesa, no hay muchas palabras sintéticas, pero hay morfemas, especialmente con respecto a los verbos, que indican el tiempo verbal, por ejemplo, -ed en called (pretérito).

### Lenguas ligeramente flexivas
- turco:

evlerimizde (ev-ler-im-iz-de)
'en nuestras casas' (Rogers, 37)
(ev 'casa', -ler plural, -im 1.ª persona, -iz plural de persona, -de 'en')
Hay muchos morfemas en una sola palabra en las lenguas ligeramente flexivas.

### Lenguas muy flexivas
- Finlandés:

kahvi-n-juo-j-i-a (Creutz y Lindén, 7) “bebedores de café"
“kahvi” (café)-“n” (indica la función gramatical genitivo)-“juo” (de “juoda”=beber)-“jia” (cada letra indica alguna función gramatical—“j" para el verbo, “i” para :indicar plural y “a” para indicar la función gramatical partitivo)
Hay muchos morfemas dentro de una sola palabra en las lenguas sintéticas.

### Lenguas polisintéticas
- Náhuatl de Michoacán (lengua uto-azteca):

an-nih-čiwa-lti-k (Sischo, 354)
'Ustedes me forzaron a hacerlo. / Vosotros me forzastéis a hacerlo'
(an (2ª PL.SUJ) - nih (1.ª SG.OBJ)- čiwa (hacer)- lti (causativo) - k (perfecto))
En este ejemplo, hay muchos morfemas dentro de una sola palabra. En las lenguas polisintéticas, hay más sinteticidad de lo que es normal (Schwegler, 14).

### Lenguas oligosintéticas
No hay ejemplos conocidos. Esta categoría es puramente teórica para distinguir entre lenguas estrictamente sintéticas con bastante pocos morfemas (Whorf, 25).

## Cambios en la sinteticidad
El desarrollo de una lengua va cambiando algunas formas de la lengua de formas sintéticas a formas más analíticas o de formas analíticas a formas más sintéticas. Para llegar a ser más analítica, una lengua, en general, reducirá su cantidad morfémica y lexémica. Las inflexiones no son tan importantes para crear el sentido semántico de la palabra, pero, al hacerse más analítica, una lengua también añade reglas sintácticas para ello. La simplificación de reducir el sistema de inflexión resulta en un sistema sintáctico más complejo (Polikárpov). Este tipo de cambio lingüístico (cambiar a un grado más analítico) es evidente en la evolución diacrónica de muchas lenguas modernas. Otto Jespersen describe este proceso (cambio de una lengua sintética a una lengua más analítica) como descomposición de la lengua (Jespersen, 421). Se puede ver este proceso en la evolución del latín al español. Por ejemplo:
(latín) amīcī
'del amigo' (Pharies, 102)
En este ejemplo, la preposición se usa en el castellano para indicar la forma gramatical, en este ejemplo, el adjetivo. En latín, la inflexión de las vocales sirve para esta función gramatical.
Al otro lado, una lengua puede llegar a ser más sintética también por modos de cambio lingüístico. No hay tantos ejemplos de este tipo de cambio, pero algunos eruditos proponen la idea de que el análisis y la sintetización son ambas formas diferentes de simplificar una lengua. Las lenguas analíticas son más simplificadas en el sentido de no tener tantas vocales ni el sistema tan complejo de inflexión diferencial. Pero las lenguas sintéticas son más simplificadas en el sentido de que se puede expresar en una palabra lo que requiere una frase entera en otra lengua analítica.
En la lengua castellana del período medieval, el tiempo futuro y el condicional se expresaban por una forma analítica, en la que las palabras aisladas tenían sentido. Un ejemplo sería el siguiente: 
*contar te lo he
A lo largo del tiempo, esta construcción se simplificó en una forma compuesta que ahora es la forma sintética del tiempo verbal del futuro.
contar te lo he > te lo contaré
Todavía es una forma que consiste de tres palabras, pero contar+é, el verbo y el auxiliar se han unido y no se pueden separar para componer una frase (Penny, 152). Lo interesante de este cambio en la lengua castellana es que ahora está llegando a ser más analítica. Por ejemplo:
voy a contar en vez de decir contaré (Silva-Corvalán, 5)
Entonces, la evolución de este tiempo verbal ha procedido así:
contar (telo) é > (te lo) contaré > (te lo) voy a contar
Esencialmente cambió de dos palabras a una (sintetización) y después de una palabra a tres (analitización).